# Ronde van Italië 2008/Vijfde etappe
De vijfde etappe van de Ronde van Italië 2008 werd op 14 mei verreden.
Aan het begin van de vijfde etappe sprong een groep, bestaande uit Pavel Broett, David Millar, Francisco Pérez Sánchez, Luis Laverde en Johannes Fröhlinger weg uit het peloton. Omdat het peloton het rustig aandeed uit angst voor valpartijen door de regen, bouwde de kopgroep een voorsprong op van circa 9 minuten. Hierna begonnen Liquigas en Quick Step het gat te verkleinen, maar ze haalden de kopgroep niet meer bij.
Een kilometer voor de finish begaf de ketting van Millar het, waarop die zijn fiets over de omheining wierp. Pavel Broett maakt gebruik hiervan, hij demarreerde en pakte de dagzege, hoewel Fröhlinger nog erg dichtbij kwam. Het peloton kwam een halve minuut later aan. De pelotonsprint werd gewonnen door Paolo Bettini.
1e etappe ·
2e etappe ·
3e etappe ·
4e etappe ·
5e etappe ·
6e etappe ·
7e etappe ·
8e etappe ·
9e etappe ·
10e etappe ·
11e etappe ·
12e etappe ·
13e etappe ·
14e etappe ·
15e etappe ·
16e etappe ·
17e etappe ·
18e etappe ·
19e etappe ·
20e etappe ·
21e etappe
Startlijst · Eindstanden · Afbeeldingen